# 橋立號防護巡洋艦
桥立号防护巡洋舰（日语：／ Hashidate ?）是旧日本海軍的防护巡洋舰，為松岛级（日方正式名称“松岛型”）三号舰，也是该级唯一一艘由日本本国自行建造的军舰。本舰设计时意图以小吨位舰艇装载大口径火炮，来抗衡当时清朝北洋艦隊的主力舰。本舰作为日本海军重要战力之一参加了甲午戰爭，日俄战争时期则退居二线，执行了辅助任务。服役后期先后用作海防舰和训练船。
本舰得名自京都府丹後國名胜之一的天橋立。松岛级三舰均取名自日本三景，因此三舰经常合称为“三景舰”。此外这也是日本海军中第一艘以“桥立”命名的军舰；日后的桥立号炮舰继承了该名。又战后海上自衛隊的桥立号迎宾船也沿用了该名，不过该船仅作为迎宾用，并非作战军舰。

## 设计和概述

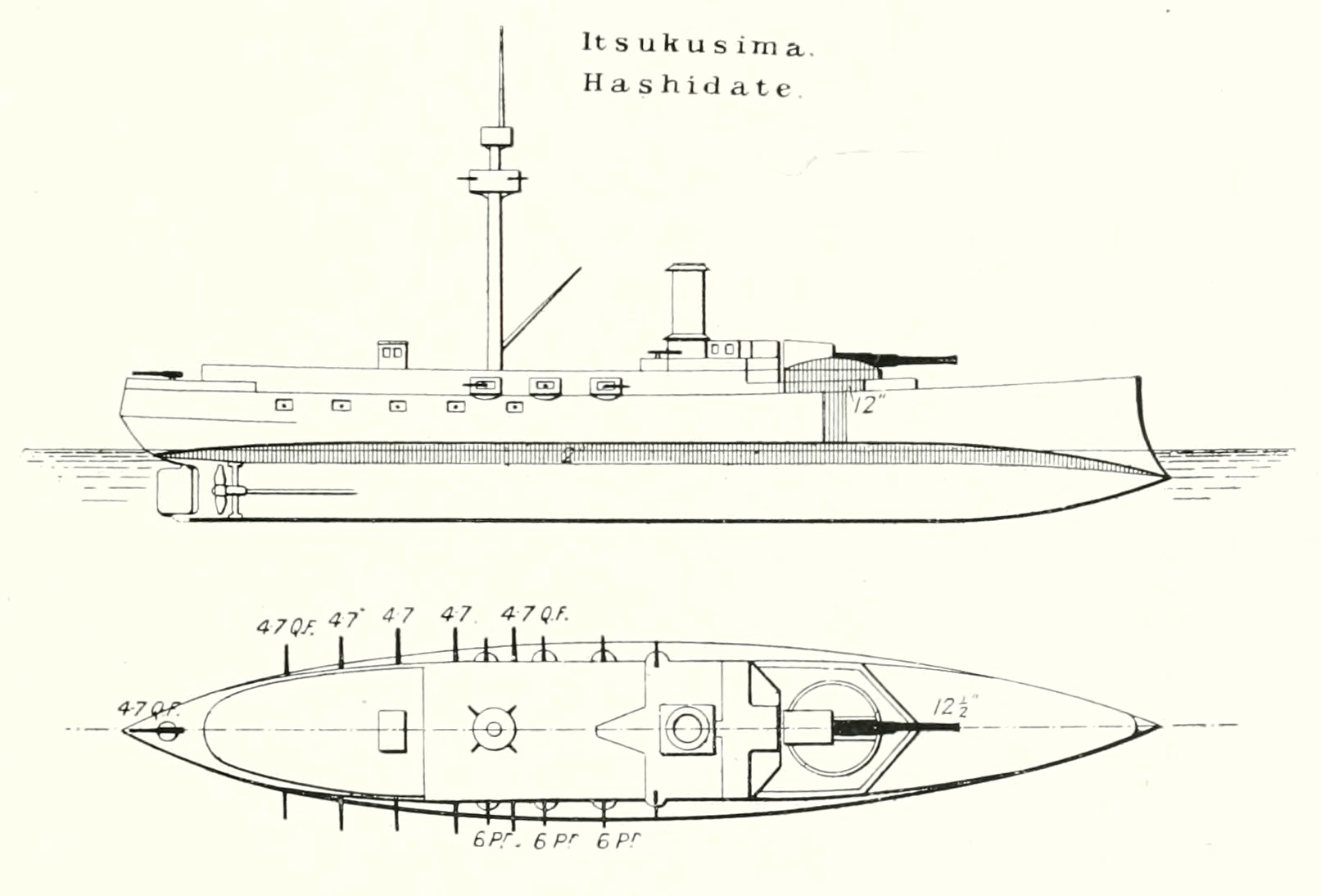
严岛号和桥立号的线图

十九世纪末期正是法国綠水學派风头正劲之时，其主要思想是提倡以造价低廉的小型快速舰艇来抗衡昂贵的铁甲舰。当时日本聘用的法国军事顾问、海军舰艇设计师白劳易也是这一理论的热心支持者。这一理论对于当时国力有限的日本尤为具有吸引力。日本的假想敌清朝当时最大的两艘定远级铁甲舰拥有着305毫米口径的火炮和355毫米的装甲，性能完全凌驾于同时期日本任何军舰；而日本尚无力建造同等程度的大型铁甲舰来与之抗衡，因此日本政府接受了白劳易的建议，在小吨位、轻防御的巡洋舰上搭载大口径火炮，希望能以此击败定远级。同时为培养本国造船能力计，日本政府要求本舰在日本国内的造船厂进行建造。
本舰长89.9米、宽15.6米、吃水6.4米，设计吨位4217吨。舰体采用低碳钢、双层船底，共划分为94个舱室。外观上，为三脚式单桅。主机为两台卧式三段膨胀式蒸汽机，设计时速16.5節（31每小時）。
本舰最主要的武装就是舰艏的加奈式320毫米后膛炮，由法国施耐德公司根据加奈式火炮的规范进行制造，内管为英国制造，外管为法国生产。最初设计人员打算采用42倍口径；但有关人员担心火炮过于庞大、转动时会影响军舰的平衡性，因此修改为38倍径（膛线长12160毫米）。主炮炮弹可选用450公斤实心穿甲弹或者350公斤开花弹，备弹60发，有效射程8000米，最大转角285度。主炮备有一个前部敞开式炮罩。整门火炮全重66吨，虽然稍有缩小，但转动时依然会引起舰体侧倾，高海况下根本不能转动；同时为了降低全舰重心，设计师布置了一个非常低矮的火炮甲板，这又导致了极为严重的上浪问题，使得适航性恶化。理论射速10分钟1发，但由于种种限制，实战中射速仅有1小时1发，完全没有达到预期目标。
本舰的副炮和轻火力也和姊妹舰松島不同。副炮为11门单装120毫米速射炮，其中10门安装在主甲板下方的炮房两侧，另外舰艉也有1门。每门炮备弹120发。轻武器包括哈奇开斯47毫米重型机关炮6门，47毫米轻型机关炮12门。鱼雷武器方面，本舰配备了4具鱼雷发射管，舰艏3具、舰艉1具；前后为固定式，两舷为旋转发射架。
本舰要害部位（如轮机舱、弹药库）以及火炮防盾采用了淬火硬化钢。由于要在仅4000多吨的舰体上塞进如此多的武装，本舰严重超重，设计师被迫牺牲防护能力来降低重心。装甲甲板全部在水线下，厚40毫米，主炮炮座300毫米。司令塔厚100毫米。另外在舰身主炮台到锅炉、蒸汽机舱之间设置了一道钢质装甲带，厚10毫米，高1.5米，结合部宽70毫米。

## 舰历

### 建成至战前

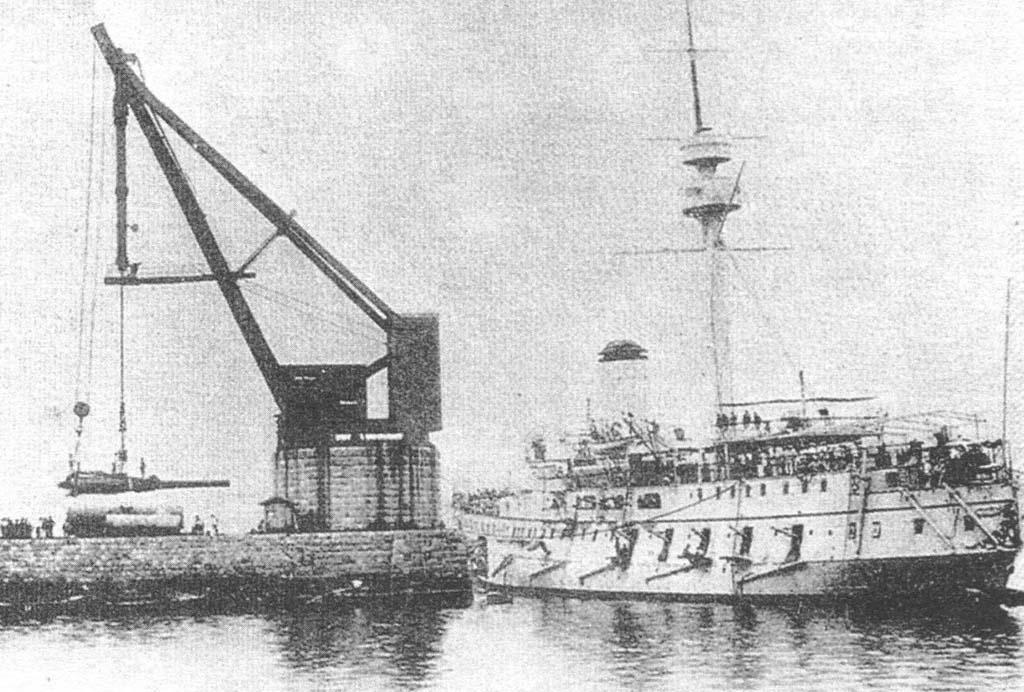
桥立号，摄于1893年1月

1887年（明治20年）1月10日，松岛级总设计师白劳易建议日本政府在该级前两艘中挑选其中一艘（前两舰设计稍有差异），仿照其样式在日本国内进行建造。同年6月6日，日本海军为预定建造的第三号海防舰选定了“桥立”一名。1888年（明治21年）8月6日，本舰在日本横须贺海军工厂开始动工兴建，不过其中很多材料部件依然需要进口。
1889年（明治22年）12月26日，白劳易提议修改设计，将原定的舷侧装甲带从8毫米增加到10毫米；这一改动将会导致全舰超重约16吨，需要从别的地方着手减重。1890年（明治23年）1月10日，技术会议批准了这一修改方案。8月23日，日本海军将本舰划分种别为第一种军舰，入籍横须贺镇守府。同年7月25日，日本驻英国伦敦特命全权公使、子爵河瀬真孝与英国阿姆斯特朗公司签订合同，在10个月内为日本生产9门120毫米速射炮以及配套的炮架等设备，订单总额2万2932英镑，分三期支付，日本政府先期支付其中的三分之一。同年10月3日，技术会议提议取消原设计的在120毫米速射炮的输弹管道（炮位和装甲甲板之间）设置的3英寸（76）防弹钢板、以及为了防止炮弹掉落而设置的阻隔装置，以节省吨位。
本舰的建造过程由于各种原因（如工厂失火等）延误甚久，一直要等到1891年（明治24年）3月24日方才下水。至同年8月10日，造船所已经超支7万日元。1894年（明治27年）3月20日，本舰在拖延了数年后终于开始进行试航，却发现第4号锅炉和第5号锅炉的部分火炉发生膨胀。相关调查委员会调查结果显示，事故原因为锅炉前面板所用钢板质量不过关，遇热变形导致塌陷。这一事故导致本舰需要进行紧急维修，最终拖到了1894年6月26日才正式服役并进行命名仪式，此时中日两国上空早已战云密布。
1894年（明治27年）7月10日，日本方面为了应对随时会爆发的战争，开始重新编组舰队，各舰艇分别编入常备舰队以及警备舰队中。7月19日警备舰队改称为西海舰队，与常备舰队合称联合舰队。22日，联合舰队开始编组旗下各队，临战前作为主力的本队共编入6舰（本队第一小队联合舰队旗舰松島、千代田、高千穂；第二小队橋立、筑紫、嚴島）。7月25日，第一游击队在豐島海戰中截击护航的北洋舰队军舰。随后中日互相宣战，甲午战争爆发。

### 甲午战争
同年9月14日16时，日军集结第一游击队、本队、第三游击队、辅助舰艇护送大批运输船开始向大同江进发。由于一直没有得到北洋舰队主力的位置的确切情报，16日17时，联合舰队司令长官伊东佑亨海军中将率领本队（第一小队：舰队旗舰松岛、千代田、严岛；第二小队桥立、比叡、扶桑）、第一游击队、炮舰赤城、辅助巡洋舰西京丸出发驶向黄海北部的海洋岛，准备进行侦察行动。17日10:23在本队前面的第一游击队旗舰吉野报告发现不明煤烟。12:05伊东下令全军进入战斗状态。12:58，序列第四的桥立开始进行炮击。13:10一发炮弹命中桥立320毫米炮台，造成2人死亡、7人负伤。
14:26，平遠號、广丙号从登陆场赶来，由北洋舰队右翼切入战场，随后两舰绕到松岛的舷侧展开进攻。两舰的近距离突击吸引了本队的火力，代替北洋舰队主力承受了日舰的密集打击。15:15桥立恢复对定遠號和鎮遠號的炮击。15:30左右桥立收到了旗舰松岛发出的各舰自由运动的信号，于是一度脱离本队自行对定远、镇远进行射击，其后返回本队队列。当天整场战斗中，桥立弹药消耗量为120毫米炮731发、重47毫米炮280发、轻47毫米炮440发，而战前日军寄以厚望的320毫米主炮仅发射了4发炮弹，并且未有确切的命中记录。本次交战后，由于旗舰松岛受到的损伤实在太过严重需要回国进行大修，当晚20时伊东转换旗舰到桥立上。
同年11月，日军开始在辽东半岛发起一连串的进攻作战。11月。6日天刚亮，本队（旗舰桥立、千代田、严岛、浪速、松岛）、第一游击队从里长山群岛泊地出发前往大连湾。14时舰队在大连湾距离陆地5海里的地方进行扫雷作业，日军一直忙到傍晚才确认清军并没有布雷。7日黎明日舰炮击岸边炮台，不过没有收到反击。日舰炮轰了一阵，直到发现炮台上升起了日本旗方才停止炮击。13日伊东重新换乘回松岛（序列变为旗舰松岛、千代田、严岛、桥立）。21日01时舰队向旅顺口运动，05时到达崂嵂嘴炮台海湾边。06:15清军炮台首先开始攻击，日舰随后进行还击。至24日旅顺口之战基本结束，25日各舰在旅顺港外进行扫雷作业，27日返回大连湾。
同年1月19日，联合舰队各队陆续从大连湾陆续出港，20日护送着第一批运输部队抵达预定的登陆场。1月30日下午本队及第一游击队在威海卫海湾进行支援作战。16:13日舰以单纵阵展开，向日岛炮台逼近。16:40日舰抵达距离日岛7000米处，刘公岛东炮台首先开炮，稍后威海卫内的北洋舰艇也开始开火。17:05日落难以观测，日舰退出战斗。1月底至2月初，日军逐步攻陷了威海卫的外围炮台，北洋舰队残存舰艇只能困守于威海卫泊地内。2月3日10:45本队以及第一游击队再次出现在日岛4500米处，日岛和刘公岛的炮台以及北洋舰艇进行了有力的回击，迫使日舰放弃了同时进攻两处炮台的打算，而是改为先往刘公岛东南角运动，避开日岛和舰队的攻击。11:50日舰见炮击无果，遂退去。这一天的战斗中清军炮击相较1月30日的时候更为准确，落点经常在距离各日舰仅4、5米处；然而即使如此，日军依然没有舰艇受到直击弹命中，也无人伤亡。2月7日，伊东祐亨判断两次鱼雷艇袭击后，定远、来远、威远等主要舰艇坐沉，北洋舰队已经军心涣散，于是下令联合舰队总攻。本队、第一游击队同编为右军，单纵阵10节航速向威海湾东口前进，主要攻击刘公岛炮台；第二、第三、第四游击队共15艘为左军，目标为日岛炮台。07:35刘公岛东炮台首先对来袭日舰迎击；严岛序列第四，07:48在6000米距离上开炮。当天战斗严岛没有受损报告。至12日，一直苦苦支撑的威海卫清军在人员伤亡惨重、弹药告罄、援军又迟迟不至的情况下，被迫向日军投降。
日军攻陷威海卫之后，日本海军已经完全控制华北一带制海权，各舰陆续回国整修准备对南中国地区发动新的攻势。2月26日，桥立返回吴港整修。3月23日上午，日军发起澎湖登陆战，浪速、高千穂、秋津洲逼近岸边与炮台交战，而本队则掩护运输船从澎湖里正角登陆。

### 十年间战时期
甲午战争结束后，日本方面对饱受锅炉问题困扰的桥立进行了大修，然而问题始终没有彻底解决，最大航速始终只有10節（19每小時）左右。
1898年（明治31年）3月21日，日本海军制定了军舰及鱼雷艇类别表，将排水量3500吨以上、7000吨以下者列为二等巡洋舰。根据这一规定，共有9艘军舰划入二等巡洋舰之列，桥立也在其中。
1900年（明治33年）4月，桥立参加了日本海军的大演习。同年义和团运动爆发，日本海军积极参与了对华干涉行动，而桥立因为锅炉的老毛病再度发作，没有参加相关军事行动。
1901年（明治34年）2月25日，严岛、桥立从横须贺出发进行远洋航海训练，遍及马尼拉、巴达维亚、香港、仁川、元山和符拉迪沃斯托克（中文旧称海参崴），8月14日返回横须贺。
1902年（明治35年），桥立进行大修，将原有的锅炉替换成日本国产的宫原式水管锅炉，成为日本海军第一艘装备宫原式锅炉的军舰。同年10月20日，桥立在换装后进行的海试中一举录得16節（29.6每小時）的航速，这远远超越了之前的实际航速，甚至比新服役时还要好。另外有关方面也趁这次改装更换了桥立的轻武器，换成了两门76毫米炮和18门47毫米速射炮。
1903年（明治36年），桥立又进行了一次远洋航海训练，路程大致与1901年相同。
1903-1904年间，日本和俄国之间为了争夺在朝鲜的权益而展开了激烈的竞争。1903年12月下旬日本将常备舰队解散，重新编成为第一、二、三舰队，其中第一、第二舰队编组为联合舰队，片冈七郎海军中将的第三舰队则停泊于吴军港以及竹敷要港待命。此时桥立已经退居二线，因此编列入第三舰队第五战队（舰队旗舰嚴島、鎮遠、橋立、松島），司令山田彦八海军少将。

### 日俄战争
1904年（明治37年）2月8-9日夜间日本对驻泊在旅顺港（俄方称亚瑟港）的太平洋舰队旅顺分舰队突然发动鱼雷袭击，日俄战争爆发。同年3月4日，第三舰队编入联合舰队。此后第五战队也投入到对旅顺港的封锁行动中去。
同年6月23日05:40，日军负责监视港口的驱逐舰发现侦察防护巡洋舰诺维克号及一批舰艇从黄金山下出港。收到警报的日本舰艇立即从裏长山群岛泊地出航。
同年6月23日05:40，困守在旅顺的旅顺分舰队试图突围，日军主力尽出进行堵截。当天第五战队（严岛、桥立、八重山；另镇远、松岛在大窑口海湾）收到警报后，严岛、桥立立即赶往遇岩。这次实际上是太平洋舰队旅顺分舰队的一次突围尝试，诺维克号、巴扬号、佩列斯韦特号、波尔塔瓦号、塞瓦斯托波尔号、帕拉达号、阿斯科利德号、狄安娜号等8艘主要舰艇率先抵达馒头山东南岸。11:00左右皇太子号、胜利号、列特维赞号也已经出港。面对倾巢出动的俄舰，日舰主力尚未抵达，此时在遇岩仅有少量舰艇。18:15日军主力赶到，20:00无心恋战的俄舰开始调头往北撤退。第五战队一度尝试追击无果。
同年8月9日，诺维克号带领若干炮舰、驱逐舰再次来到鲜生角东湾，这次第五战队4舰全体迎战，俄舰稍作交火便行退去。山田下令追击，桥立在行动中未有受损记录。
随着日军在陆地上的推进，日军的陆军重炮已经可以对港内俄舰造成严重的威胁。8月10日俄舰被迫再次尝试突围。当天第五战队（桥立、松岛；另镇远在去往大崮口的路上、严岛在里长山群岛）正逡巡于小平岛附近，收到警报后立即赶赴遇岩以西进行监视。看见第一战队来到之后，13:08第五战队也投入行动，试图堵截俄舰。不久第五战队和镇远在遇岩会合（序列变为桥立、松岛、镇远）。交战中俄军旗舰皇太子号司令塔受到日军大口径炮弹命中，司令威廉·维特捷夫特海军少将战死，俄舰陷入了混乱。第五战队遂从俄舰西北方向进行包抄。19:10第五战队靠近俄舰，不久俄舰主力即掉头向西撤退。第五战队一度进行了追击。是次作战桥立没有受损记录。
同年12月10日20:10，防护巡洋舰明石在进行巡逻时在遇岩以南11海里处触雷，舰身剧烈震动。爆炸在右舷前部造成严重破损，使得前部粮舱注满了水，导致舰艏下沉，舰体右倾。正在旁边的严岛、桥立两舰赶了过来进行协助。最终12日明石成功返回泊地。
同年12月下旬，旅順會戰进入尾声，第一太平洋舰队（原太平洋舰队）已经全军覆没，而由齐诺维·罗杰斯特文斯基海军少将率领、从波罗的海舰队抽调舰艇而编成的救援舰队（第二太平洋舰队）正在一路杀来。联合舰队决定进行整修，以应对即将来临的决战。为此联合舰队重新进行整编，第五战队（舰队旗舰嚴島、鎮遠、松島、战队旗舰橋立、通报舰八重山）改由武富邦鼎海军少将出任司令。
1905年5月27日，俄国第二太平洋舰队在对马海峡遭遇联合舰队主力拦截。当天早上，第五战队接到俄国舰队的目击报告后立即从尾崎湾出发，09:55到达神埼南偏东7.5海里（13.9）处。之后第五战队在俄舰左舷4—5海里（7.4—9.3）的地方徘徊。中途俄舰一度转向，靠近第五战队至射程范围内并对其进行攻击，第五战队于是退后了一些进行避让。14:10双方主力舰开始交战，于是第五、第六战队迅速靠近，试图寻找战机。15:15日舰发现奥列格号在内的俄国巡洋舰分队。俄舰首先开火，第五战队则一直引而不发，同时继续拉近距离。至16:10俄国巡洋舰已经和第三、第四、第六战队扭打在一起，第五战队全速靠近。16:55桥立开始对一艘奥列格级巡洋舰进行射击。18:48前后桥立又对已经瘫痪的战列舰苏沃洛夫公爵号和修理船堪察加号进行了炮击。当天第五战队的交战时间相比其他战队要短得多，因此损伤极为轻微；桥立受到两发炮弹命中，7人负伤。
27日深夜日军除驱逐舰外其余舰艇退往郁陵岛重新集结。28日凌晨日军开始进行搜索。05:00第五战队首先发现了俄国残存主力的踪迹。第五、第六战队一路尾随在俄舰，与赶来的第一、第二战队前后夹击。最终俄国残存主力各舰向日军投降。
同年6月14日，日本方面重新调整编组，原第五战队大部转入第四舰队第八战队旗下（严岛、桥立、松岛）。19日联合舰队下令，第八战队临时配属到第三舰队内，负责警戒对马海峡。

### 战后至结局

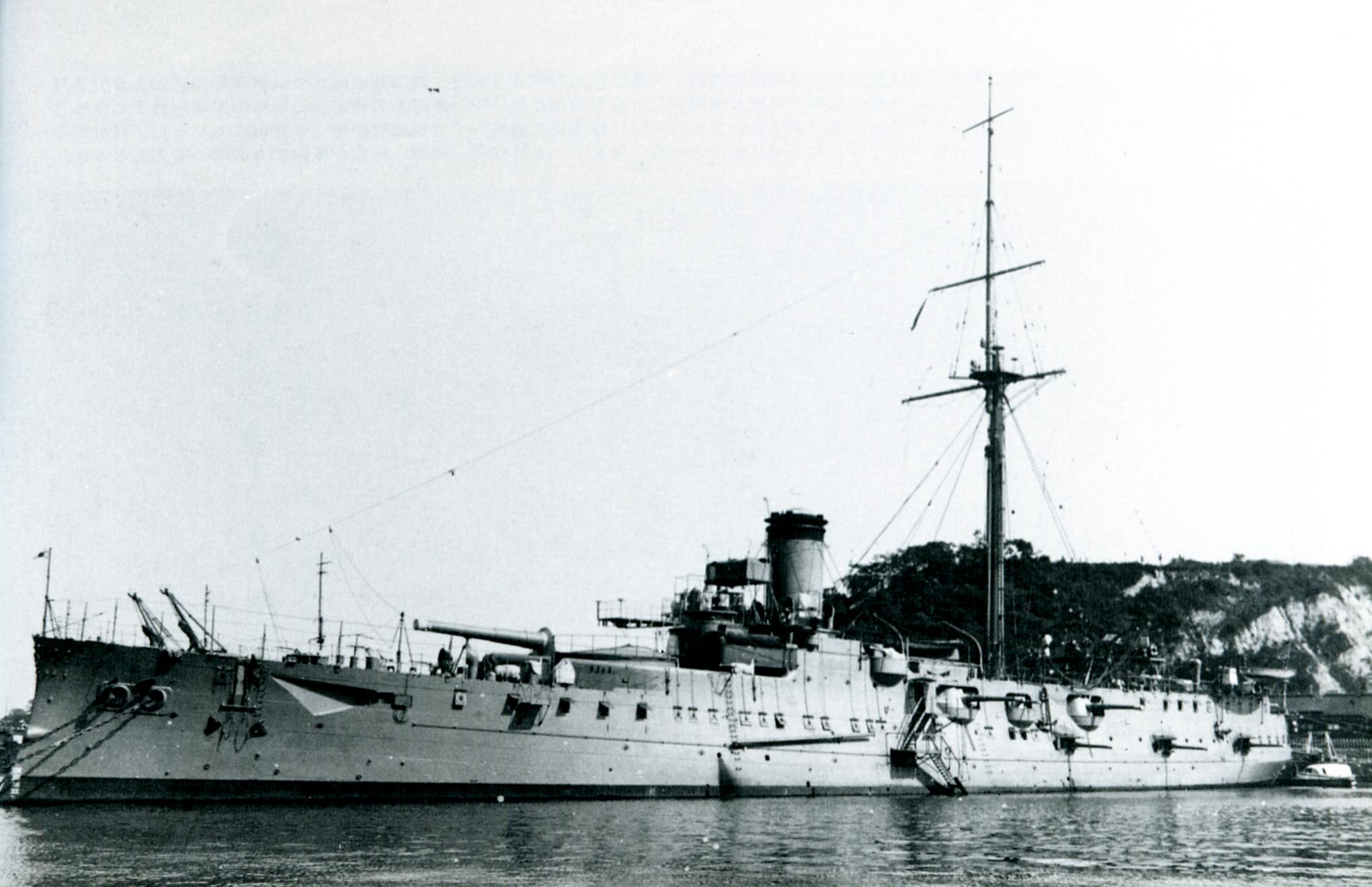
桥立号停泊在横须贺，1916年

1906-1908年，桥立连续三年搭载军官候补生前往东南亚和澳大利亚进行远洋航海训练。
1907年（明治40年），桥立在航行途中遭逢暴风雨，发电机、电动鼓风机、电灯等诸多电器设备浸水损坏。
1909年，有关方面对桥立进行了改装，将全部47毫米炮换成了76毫米炮。
1912年（大正元年）8月28日，日本海军修改了舰艇分类，将严岛划入二等海防舰（7000吨以下）。
1922年（大正11年）4月1日，桥立从日本海军中除籍。1925年（大正14年）11月30日，有关方面决定在拆卸有用的物件后出售舰体和轮机，折价6万日元。1927年进行拆解。

## 历任舰长
下表系根据《日本海軍史》第9、10卷，以及《官報》进行整理。
- 日高壮之丞 海军大佐：1894年6月23日 - 1895年5月18日
- 有栖川宮威仁親王 海军大佐：1895年5月18日 - 1895年7月25日
- 有馬新一 海军大佐：1895年7月25日 - 1895年12月27日
- 片岡七郎 海军大佐：1895年12月27日 - 1896年11月5日
- 上村正之丞 海军大佐：1897年6月1日 - 1898年9月1日
- 小倉鋲一郎 海军大佐：1898年9月1日 - 1899年5月1日
- 樱井規矩之左右（日语：桜井規矩之左右） 海军大佐：1899年5月1日 - 1899年5月24日
- 梨羽時起 海军大佐：1899年5月24日 - 1900年5月20日
- 宮冈直記 海军大佐：1900年11月6日 - 1901年8月30日
- 井手麟六 海军大佐：1902年10月6日 - 1903年9月11日
- 加藤定吉 海军大佐：1903年10月12日 - 1905年1月7日
- 福井正義 海军大佐：1905年1月7日 - 1905年11月21日
- 石橋甫 海军大佐：1905年11月21日 - 1906年8月30日
- 山縣文藏 海军大佐：1906年8月30日 - 1907年8月5日
- 西山实亲 海军大佐：1907年8月5日 - 1908年8月28日
- 山口九十郎 海军大佐：1908年9月25日 - 1908年12月10日
- （兼）今井兼胤 海军大佐：1908年12月10日 - 1908年12月23日
- 今井兼胤 海军大佐：1908年12月23日 - 1909年12月1日
- 秋山真之 海军大佐：1909年12月1日 - 1910年4月9日
- 町田駒次郎 海军大佐：1910年4月9日 - 1910年12月1日
- 舟越楫四郎 海军大佐：1910年12月1日 - 1911年12月1日
- 布目满造 海军大佐：1911年12月1日 - 1912年12月1日
- 吉冈范策 海军大佐：1912年12月1日 - 1914年8月23日
- 正木義太 海军大佐：1914年12月1日 - 1915年2月22日
- （暂代）犬塚助次郎 海军中佐：1915年2月22日 - 1915年9月13日
- （暂代）大石正吉 海军中佐：1915年9月13日 - 1916年4月1日
- 大石正吉 海军大佐：1916年4月1日 - 1916年4月4日
- （兼）冈田三善 海军大佐：1916年4月4日 - 1918年12月1日
- （兼）村上鋠吉 海军大佐：1918年12月1日 - 1919年11月20日
- （兼）增田幸一 海军大佐：1919年11月20日 - 1920年11月12日
- 樺山信之 海军中佐：1920年11月12日[81] - 1921年9月17日[82]
- 吉富新八 海军大佐：1921年9月17日[82] -